# Negura (film)
The Mist (Negura) este un film de groază științifico-fantastic american din 2007, bazat pe nuvela omonimă din 1980 de Stephen King. Filmul a fost regizat și scenarizat de Frank Darabont, care anterior a mai adaptat lucrările lui Stephen King The Shawshank Redemption și The Green Mile. Darabont se arătase interesat de ecranizarea nuvelei The Mist încă de prin anii 1980.
Deși este un film cu monștri, tema centrală a filmului explorează ideea ce pot face oameni ordinari în circumstanțe extraordinare.
Filmul a fost lansat în Statele Unite și Canada pe 21 noiembrie 2007, iar în România pe 18 aprilie 2008. 
Un serial TV omonim bazat pe acest film (dar și pe nuvela lui King) a fost realizat în 2017.

## Sinopsis
După o furtună violentă, artistul David Drayton și câțiva locuitori dintr-un mic oraș sunt victimele atacului unor creaturi înfricoșătoare, camuflate de o ceață bizară extrem de densă.
Zvonurile sugerează că acestea sunt rezultatul unui experiment realizat la o bază militară din imediata apropiere. Baricadați într-un supermarket, Drayton și grupul său de supraviețuitori trebuie să-și rezolve problemele interne și abia apoi să-și înfrunte uniți inamicul pe care nici măcar nu-l pot vedea.

## Distribuție
- Thomas Jane în rolul lui David Drayton
- Marcia Gay Harden în rolul lui Mrs. Carmod
- Laurie Holden în rolul lui Amanda Dumfries
- Sam Witwer în rolul lui Private Jessup
- Toby Jones în rolul lui Ollie Weeks
- Andre Braugher în rolul lui Brent Norton
- Jeffrey DeMunn în rolul lui Dan Miller
- Alexa Davalos în rolul lui Sally
- William Sadler în rolul lui Jim Grondin
- Frances Sternhagen în rolul lui Irene Reppler
- Nathan Gamble în rolul lui Billy Drayton
- Chris Owen în rolul lui Norm
- Melissa McBride în rolul lui Mujer
- Robert Treveiler în rolul lui Bud Brown
- David Jensen în rolul lui Myron LeFluer

## Coloana sonoră
The Mist (Score by Mark Isham) (2007)
- 01. Wont Somebody See A Lady Home? (1:24)
- 02. Tentacles (3:19)
- 03. Bugs (7:50)
- 04. Mist (1:34)
- 05. Spiders (4:27)
- 06. Expiation (2:24)
- 07. Dead Can Dance — The Host Of Seraphim (Special Film Version) (7:19)
- 08. The Vicious Blues (3:48)

## Box office
Film a fost lansat comercial în Statele Unite și Canada pe 21 noiembrie 2007. Pe durata weekendului de deschidere în SUA și Canada, The Mist a încasat 8.931.973 de dolari. În total filmul a încasat la box-officeul mondial 57.293.715 $, dintre care 25.594.957 $ doar în SUA și Canada. Mai jos este un tabel cu principalele rezultate înregistrate de film la box-office:
| Țară                       | Box-office   | Țară             | Box-office  | Țară       | Box-office |
| -------------------------- | ------------ | ---------------- | ----------- | ---------- | ---------- |
| Statele Unite ale Americii | 25 594 957 $ | Brazilia         | 1 049 890 $ | Argentina  | 428010 $   |
| Coreea de Sud              | 3 596 628 $  | Australia        | 958752 $    | Singapore  | 350661 $   |
| Spania                     | 3 502 124 $  | Țările de Jos    | 792379 $    | Elveția    | 333449 $   |
| Japonia                    | 3 355 677 $  | Turcia           | 672374 $    | Franța     | 282182 $   |
| Rusia                      | 2 769 724 $  | Grecia           | 607763 $    | Suedia     | 233669 $   |
| Italia                     | 1 902 311 $  | Belgia           | 587258 $    | Portugalia | 229306 $   |
| Germania                   | 1 711 682 $  | Taiwan           | 525544 $    | Chile      | 203451 $   |
| Polonia                    | 1 534 536 $  | Hong Kong, China | 521094 $    | Ucraina    | 192541 $   |
| Mexic                      | 1 305 429 $  | Thailanda        | 467605 $    | Danemarca  | 177055 $   |
| Regatul Unit               | 1 079 390 $  | Venezuela        | 455412 $    | Filipine   | 176424 $   |